# Metabolic Typing
Metabolic Typing ist eine alternativmedizinische Lehre vom individuellen Stoffwechseltypen. Jeder Mensch besitzt demnach seinen eigenen Stoffwechseltyp, der entsprechend einen je unterschiedlichen Bedarf an Eiweiß, Kohlenhydraten, Fett und Mikro-Nährstoffen hat. Der amerikanische Arzt William Donald Kelley (1925–2005) (The Metabolic Types, One Answer To Cancer) und der Sachbuchautor William Linz Wolcott (The Metabolic Typing Diet) sind Urheber der Theorie. Wolcott gehört die Firma Healthexcel Inc., die Bücher, Kurse, und weitere Produkte zum Metabolic Typing anbietet. Wissenschaftliche Veröffentlichungen wurden bislang nicht vorgelegt.
Die Klassifizierung kennt mehrere Stoffwechseltypen. Diese sollen sich aus Ungleichgewichten des autonomen Nervensystems („Parasympathikus-Typ“, „Sympathikus-Typ“), oder aus Unterschieden im Energiestoffwechsel der Körperzellen ("Betatyp", "Glykotyp") ergeben. Metabolic Typing behauptet, die Gesundheit sei mit einer typgerechten Ernährung zu erlangen und zu erhalten. Pauschale Ernährungs- und Diät-Empfehlungen zum Beispiel zugunsten von frischem Obst und Gemüse werden von den Anhängern des Metabolic Typing in Frage gestellt.
Die Verbraucherzentrale Bayern kritisierte derartige Methoden: „Bislang gibt es keinen wissenschaftlichen Nachweis für die Existenz bestimmter Stoffwechsel-Typen und Rückschlüsse auf die Ernährung“.